# Јанош Хорват
Јанош Хорват (Суботица, 20. август 1901 — Суботица, 1. септембар 1982) био је југословенски фудбалер.

## Биографија
Рођен је 20. августа 1901. године у Суботици. Најчешће је играо на месту леве полутке и као вођа навале. Током целе каријере је играо у дресу једног клуба САНД Суботица. У првенству 1927. године, САНД је успео да се квалификује међу шест најбољих клубова и у националном првенству освоји четврто место - иза сплитског Хајдука, БСК-а и загребачког клуба ХАШК, а испред сарајевског САШК−а и љубљанске Илирије. Ово је било једино учествовање САНД-а у борби за титулу државног првака.
Иако је био врло добар техничар, врло продоран и добар стрелац, није бранио боје у оно време ниједног великог клуба и то је један од разлога што је свега једном бранио боје репрезентације Југославије. Наступио је 19. маја 1929. у пријатељском сусрету против Француске у Паризу, када је југословенска репрезентација неочекивано победила и забележила први победу против „триколора“ (резултат 3:1). Поред Хорвата, још два играча САНД−а су у то време играли за репрезентацију, Милош Белеслин и Геза Шифлиш.
Хорват је преминуо 1. септембра 1982. године у Суботици.